# Frank Hayes (jockey)
Pour les articles homonymes, voir Frank Hayes et Hayes.
Frank Hayes (né en 1901 et mort le 4 juin 1923 à Elmont dans le comté de Nassau (État de New York)) est un jockey américain qui remporta un steeple-chase après avoir succombé à une attaque cardiaque à mi-course,.

## La course
Âgé de vingt deux ans, Hayes n'avait encore jamais remporté de course équestre. Il n'était en effet pas jockey de profession, mais palefrenier et entraîneur,.
Le cheval, Sweet Kiss (doux baiser) était un outsider coté à 20 contre 1, appartenant à mademoiselle A.M. Frayling, dont il avait assuré l'entraînement. Début juin, celle-ci voulut le faire courir, mais ne trouva pas de jockey disponible. Hayes se proposa, et bien que la propriétaire le trouvât trop lourd pour avoir une chance de gagner la course, elle accepta faute de mieux.
La course de steeple-chase s'est déroulée le 4 juin 1923 à l’hippodrome de Belmont Park, dans le comté de Nassau (New York). Hayes prit le départ dans la seconde course.
Il semble que Hayes décéda vers le milieu de la course, mais sans vider les étriers, son corps étant maintenu en selle. Sweet Kiss continua jusqu'à la ligne d'arrivée, gagnant la course d'une tête alors que Hayes était toujours sur son dos, faisant de lui le premier (et à ce jour, le seul) jockey à avoir jamais remporté une course après son décès.
Le décès de Hayes ne fut constaté que lorsque mademoiselle Frayling et les juges de la course vinrent le rejoindre pour le féliciter de sa victoire. Après la découverte de la mort de Hayes, le Jockey-club décida de supprimer toutes les formalités post-course, et le résultat fut officiellement proclamé sans procéder à l'habituelle contre-pesée du vainqueur.

## Les suites
Hayes fut enterré trois jours plus tard dans sa tenue de jockey au cimetière de Holy Cross (en) à Brooklyn (New York).
Il a été avancé que la crise cardiaque fatale a pu être provoquée par l’excitation de mener la course en tête, ainsi peut-être que par les mesures extrêmes prises par Hayes pour atteindre le poids requis pour un jockey. Les journaux rapportèrent en effet qu'il était passé de 64,4 à 59 kg en très peu de temps. Le matin même de la course, il avait passé plusieurs heures à faire du jogging pour éliminer du poids par la transpiration, en s'interdisant de se réhydrater.
Le cheval ne disputa plus jamais de course, et se vit infliger le sobriquet Sweet Kiss of Death (Doux baiser de la mort).